# Lars Ahlin

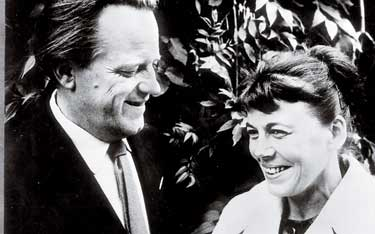
Lars Ahlin y su esposa Gunnel, 1960.

Lars Ahlin (Sundsvall, 4 de abril de 1915-Estocolmo, 11 de marzo de 1997) era un escritor sueco galardonado en 1995 con el Premio Nórdico de la Academia Sueca.
De origen obrero, tuvo que abandonar la escuela a los 13 años para ayudar a su familia y completó su formación intelectual de forma autodidacta. Con 18 años tuvo una experiencia mística que marcaría su visión del mundo. Su obra pone en escena individuos afectados por conflictos psicológicos y religiosos que critican la situación del mundo, como se ilustra en su primera novela publicada, Tåbb med manifestet (Tåbb y el manifesto, 1943)

## Obra
- Tåbb med manifestet (1943)
- Inga ögon väntar mig (1944)
- Min död är min (1945)
- Storm kring Ahlin (1945)
- Om (1946)
- Jungfrun i det gröna (1947)
- Fångnas glädje (1947)
- Egen spis (1948)
- Lekpaus (1948)
- Eld av eld (1949)
- Huset har ingen filial (1949)
- Ung man med manifest (1951)
- Fromma mord (1952)
- Kanelbiten (1953)
- Wielkie Zapomnienie. Pierwsza książa Zachariasza (1954)
- Kvinna, kvinna (1955)
- Natt i marknadstältet (1957)
- Gilla gång (1958)
- Nattens ögonsten (1958)
- Bark och löv (1961)
- Hannibal Segraren (1982)
- Tal på Övralid 1983 (1983)
- Sjätte munnen (1985)
- Vaktpojkens eld (1986)
- Din livsfrukt (1987)
- 4 pjäser (1990)
- De sotarna! De sotarna! (1990)
- Det florentinska vildsvinet (1991)
- Estetiska Essayer (1994)
- Sjung för de dömda! (1995)
- Breviarium (1996)
- Landsatt per fallskärm (2002)
- Som guld i glöd (2007)